# Negroroncus rhodesiacus
Negroroncus rhodesiacus es una especie de arácnido del orden Pseudoscorpionida de la familia Ideoroncidae.

## Distribución geográfica
Se encuentra en Zimbabue.